# Juan Ochoa
Juan Ochoa  y Betancourt, född den 4 november 1864 i Avilés, Asturien, död den 26 april 1899 i Oviedo, var en spansk författare. 
Ochoa, som skrev under pseudonymen Miquis, gjorde sig tidigt bemärkt i Madridpressen genom politiska satirer, sociala och litterära uppsatser. Adolf Hillman skriver i Nordisk familjebok: "Som kritiker röjde O. mindre vanlig begåfning, parad med solida kunskaper, och hans romaner och noveller präglas af originalitet och friskhet." I bokform utgavs endast Su amado discipulo och Un alma Dios. I tidskriften "La España moderna" (1896) intogs novellen Los Señores de Hermida, och bland hans efterlämnade papper fanns ett flertal romaner i manuskript.